# Ієн Ллойд
Ієн Ллойд (англ. Ieuan Lloyd; нар. 9 липня 1993) — британський плавець.
Учасник Олімпійських Ігор 2012, 2016 років.